# 打橫縣
打橫縣是印度尼西亞（印尼）西爪哇省屬下的一個縣，縣治打横是全縣最大的城市。
打橫縣面積2,712.52平方（1,047.31平方英里），除去縣治打橫市後約為2,552.19平方（985.41平方英里），東西距離約56.25（34.95英里），南北75（47英里）。該縣2010年人口共1675675人，2015年人口1736000人，其中大部分人口為農民。該縣共有39個區，下轄351個村。
該縣為熱帶雨林氣候，平均年降水量約為2,072（81.6英寸），土地以綠地為主，農林業發達。其平均海拔約200至500米，最高點為加隆貢火山，海拔2,168（7,113英尺）。該地亦以旅遊業（當地的山上天然溫泉數量眾多）、手工業聞名，同時是西爪哇省宗教中心，擁有800餘所習經院。